# Дворец дворянок
Дворец дворянок или Дворец благородных девиц (чеш. Palác šlechtičen) — здание в центре Брно, неподалёку от площади Свободы, на улице Коближна (чеш. Kobližná). Теперь в нём располагается этнографический филиал Моравского земского музея. Охраняется как памятник культуры с 1958 года.

## История
Институт воспитания девочек из благородных семей, называвшийся тогда «Институтом Введения во храм Девы Марии» (чеш. Ústav Obětování Panny Marie), был основан овдовевшей графиней Иоанной Франциской Приской фон Магнис (нем. Johanna Franziska Priska von Magnis) в 1654 году. Иоанна умерла в 1655 году, и исполнителем её последней воли должен был стать Максимилиан фон Дитрихштейн, но он тоже скончался в этом же году.
К исполнению воли Иоанны приступил сын Максимилиана, Фердинанд фон Дитрихштейн, о чём есть упоминание в картуше над порталом дворца. В 1669 году он купил дворец Вальдштейна, который позже снесли. На его месте в 1674–1679 годах брненский архитектор Ян Кржтитель Эрна построил одноэтажное здание в стиле барокко, с порталом на улице Коближна. В 1680 году епископ Карл II Лихтенштейн-Кастелькорн отслужил мессу в дворцовой капелле Введения во храм Девы Марии.
В 1751—1756 году интерьер капеллы был украшен Йозефом Штерном фресками в стиле позднего барокко.
В 1790–1791 годах дворец был расширен Вацлавом Яном Айтельбергером, который надстроил ещё один этаж и соединил здание с соседним Алтанским дворцом.
Во время Второй мировой войны Алтанский дворец был настолько поврежден бомбардировками, что его пришлось снести, и та же участь угрожала дворцу. Однако в 1950-х годах это ценное здание было решено сохранить, и его передали Моравскому музею.
Архитектор из Брно, профессор Богуслав Фукс разработал проект реконструкции здания, адаптированный к требованиям музейной работы, но сохраняющий его первоначальный исторический облик. Реконструкция прошла с 1957 года по 1960 год. В 1961 году была открыта этнографическая выставка «Люди в пяти поколениях», которая с небольшими изменениями просуществовала до осени 1999 года.
В период с 2000 по 2002 год дворец был вновь реконструирован. С 2003 года в здании проводятся временные экспозиции, публичные лекции и концерты. С 2018 года дворец был вновь закрыт в связи с продолжающейся реконструкцией и организацией двух постоянных экспозиций. Музей был вновь открыт для посетителей 22 апреля 2022 года.

## Галерея

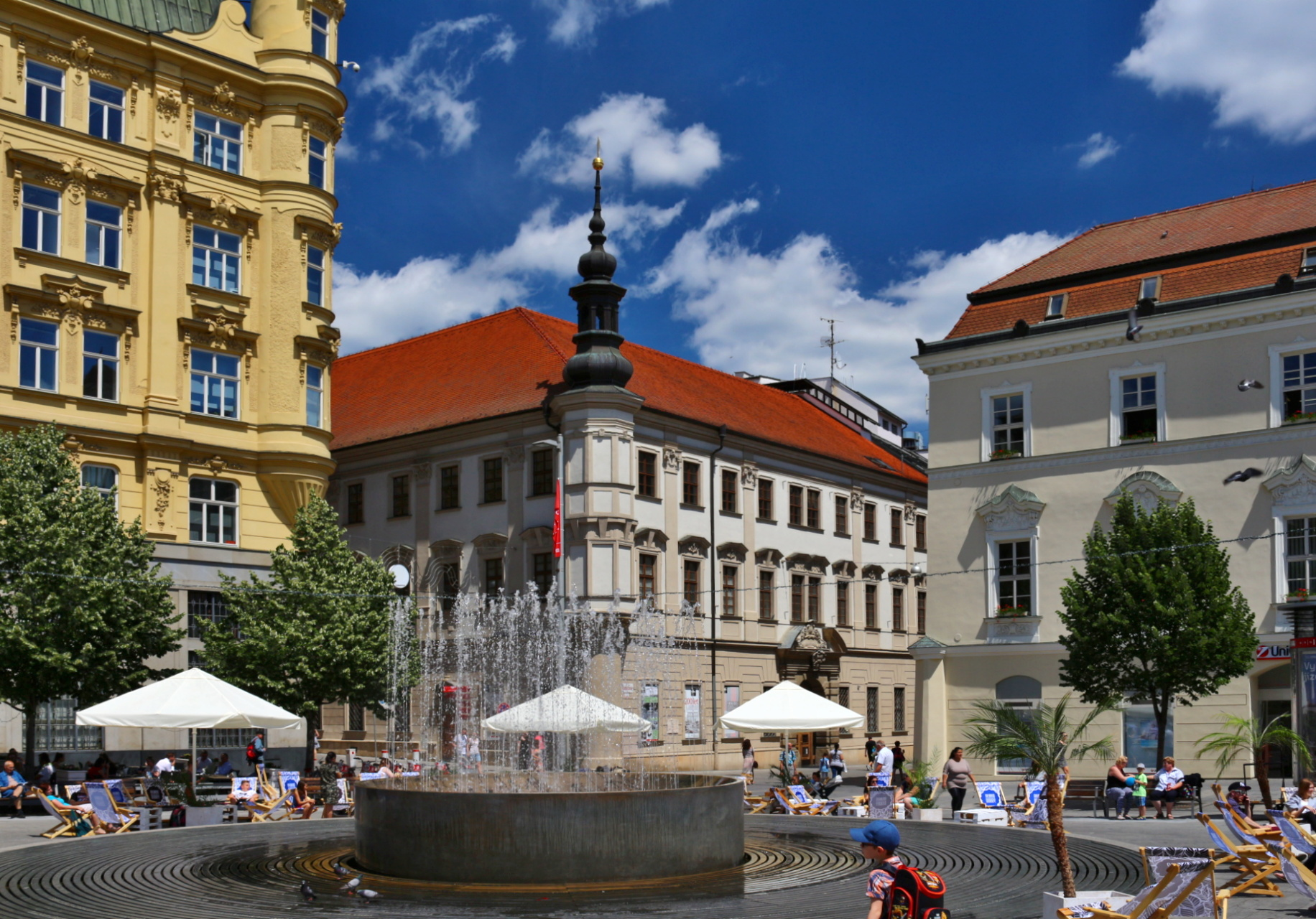
Вид на дворец с площади Свободы
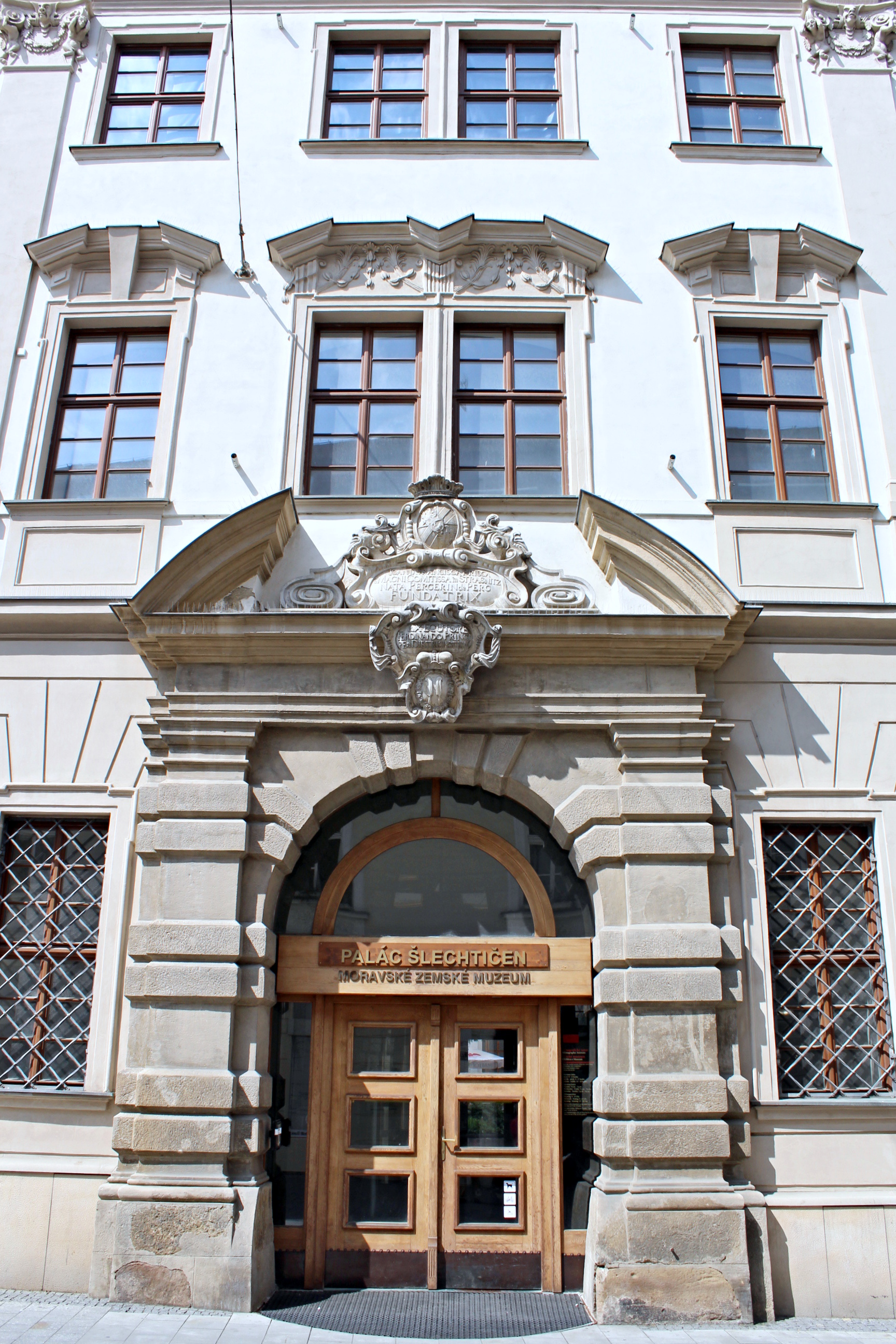
Портал главного входа в дворец
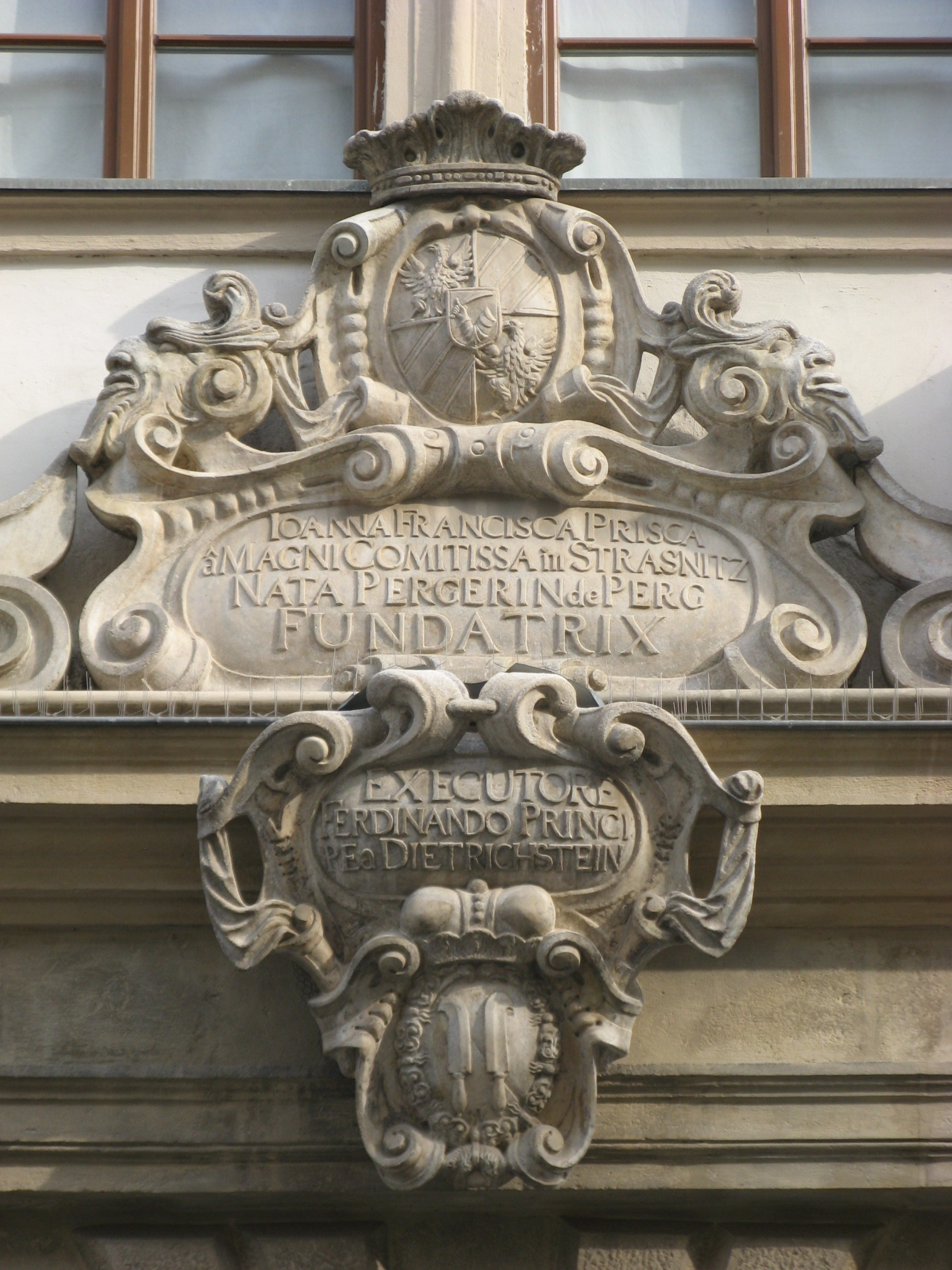
Картуш портала, крупно. Упоминается Фердинанд фон Дитрихштейн
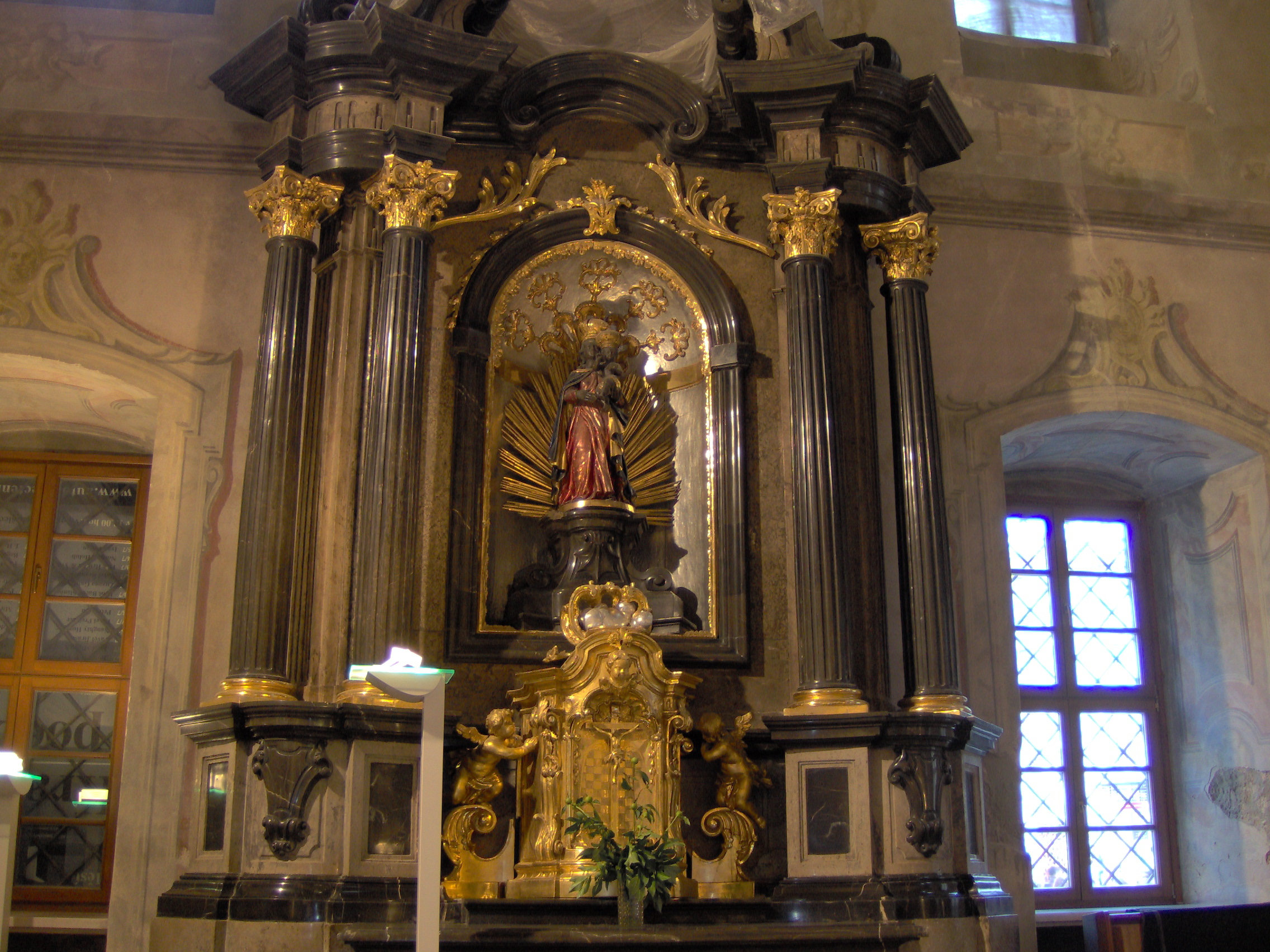
Алтарь капеллы дворца
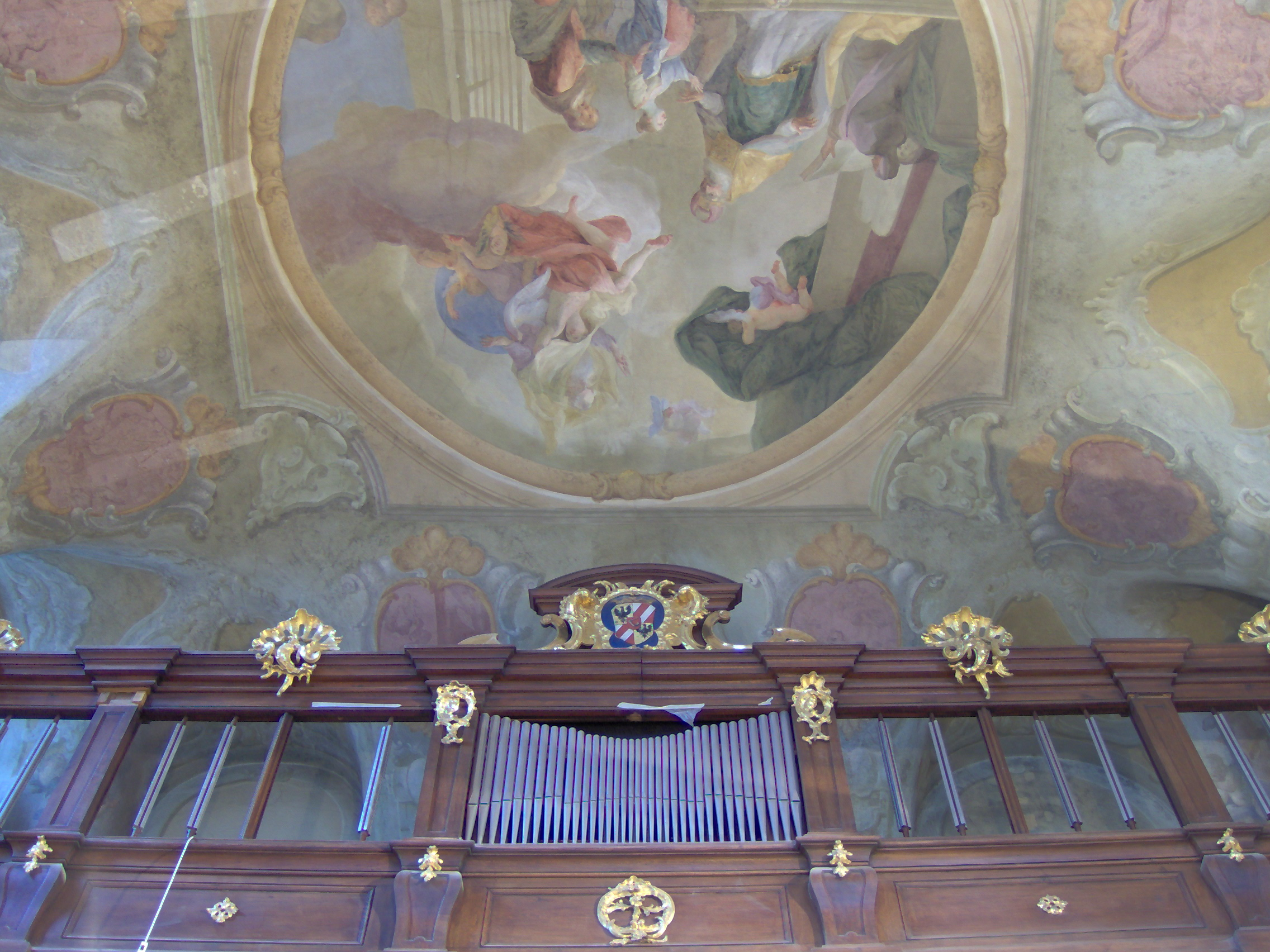
Фреска работы Йозефа Штерна и орган капеллы дворца
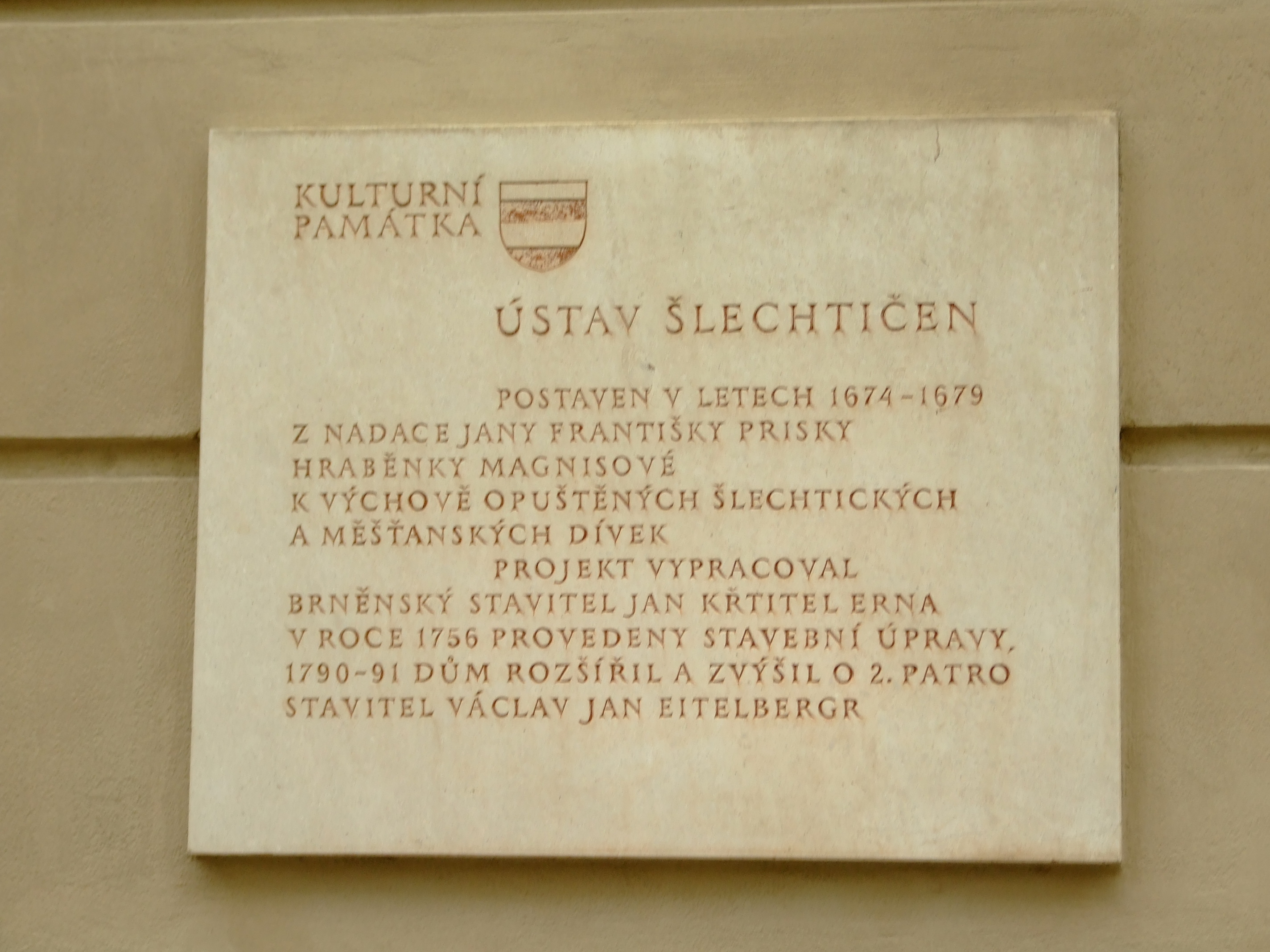
Памятная доска в честь получения статуса национального памятника культуры